# Zgodovina Minga
Zgodovina Minga, kitajsko Mingši, je zadnja uradna kitajska zgodovina, vključena v Štiriindvajset zgodovin. Sestavljena je iz 332 zvezkov in zajema zgodovino dinastije Ming od leta 1368 do 1644. Napisali so jo številni uradniki po naročilu dvora dinastije Čing, glavni urednik pa je bil Džang Tingju. Zbiranje se je začelo med vladavino cesarja Šundžija in bilo dokončano leta 1739 med vladavino cesarja Čjanlonga. Večina zvezkov je bila  napisana med vladavino cesarja Kangšija. 
Sinolog Endymion Wilkinson piše, da je Mingši druga najdaljša od Štiriindvajsetih zgodovin, takoj za Knjigo pesmi, in "na splošno velja za eno najboljših zgodovin in eno najlažjih za branje." 

## Ozadje
Ko je dinastija Čing prevzela oblast nad Pekingom in severno Kitajsko, je bil cenzor Džao Džiding leta 1645 pozvan, naj sestavi Zgodovino Minga.  Maja 1645 je dvor dinastije Čing ustanovil odbor, ki so ga sestavljali veliki tajnik Feng Čuan, Li Džjantaj, Fan Venčeng, Gang Lin in Či Čongge kot predsedniki vodenja pisanja Zgodovine Minga. Istega leta so predsedniki imenovali podpredsednike in prevajalce ter sedem džang guanov, deset prepisovalcev mandžurskega jezika in šestintrideset prepisovalcev kitajskega jezika. 
Dinastija Čing je iz Zgodovine Minga namerno izključila sklicevanja in podatke, ki so kazali, da so bili Džurčeni (Mandžuri) podrejeni dinastiji Ming, da bi prikrili svoj nekdaj podrejen odnos do Minga. Pravi zapisi Minga zato v Zgodovini Minga niso bili uporabljeni za vir podatkov o Džurčenih med vladavino Minga.

## Sestavljanje

### Prva faza
Uradno sestavljanje Zgodovine Minga se je začelo 2. maja 1645, se pravi kmalu zatem, ko je dinastija Čing zasedla Veliko kitajsko nižavje. Očiten namen sestavljanja je bil poskusiti razglasiti propad dinastije Ming, čeprav je še vedno obstajal dvor cesarja Hongguanga iz Južnega Minga s prestolnico Nanking. Pri sestavljanju Zgodovine Minga so obstoj Južnega Minga zamolčali. Vojska Činga je 15. maja 1645 prebila obrambo Nankinga in uničila Hongguangov režim. Džu Judžjan iz Mingu sorodnega klana je v Fudžovu ustanovil nov dvor, imenovan Longvu. Medtem se je vodja vojske kmečke vstaje Li Dzičeng združil z guvernerjem Minga He Tengdžjanom in se boril proti Čingu. V politično nestabilnih in tudi sicer težkih razmerah je bilo nemogoče zbrati dovolj ljudi za sestavjanje zgodovine Minga. Nemirne razmere so trajale do 22. leta vladanja Čingovega cesarja Kangšija, ki je osvojil vse nasprotujoče si države in združil celinsko Kitajsko in Tajvan. V prvi fazi sestavljanje zgodovine je bil dvor Činga  zaposlen z osvajanji, tako da sestavljanje zgodovine ni napredovalo.  

### Druga faza
Ko se je upor treh vazalov Minga proti dvoru Činga umiril, je dvor Činga uspel zbrati dovolj strokovnjakov za uradno pripravo Zgodovine Minga. Od prve najave sestavljanja zgodovine je minilo petintrideset let. Zbiranje sestavljavcev iz cele države se je začelo v sedemnajstem  letu vladanja cesarja Kangšija, potem pa je druga faza sestavljanja hitro stekla. V četrtem letu vladanja cesarja Čjanlonga (1739) je bila Zgodovina Minga dokončana.  
Eden glavnih virov za Zgodovino Minga so bili Pravi zapisi Minga, se pravi zapisi o vladavini posameznih cesarjev, od katerih je bil vsak sestavljen kmalu po cesarjevi smrti na podlagi dnevnih zapisov, zbranih med njegovo vladavino.

## Vsebina
Zgodovina Minga ima podobno strukturo kot prejšnje standardne kitajske zgodovine: 
- Letopisi (本紀) – zvezki 1–24
- Razprave (志) – zvezki 25–99
- Preglednice (表) – zvezki 100–112
- Biografije (列傳) – zvezki 113–332

Zvezki 320–328 pokrivajo tuje države. V nasprotju s prejšnjimi zgodovinami se številni uporabljeni izrazi natančno ali zelo ujemajo s sodobnimi krajevnimi imeni, vključno s Korejo v zvezku 320, Vietnamom v zvezku 321, Japonsko v zvezku 322, otokom Luzonom na današnjih Filipinih v zvezku 323, Borneom v zvezku 323, Javo v zvezku 324, Malako v zvezku 325, Sumatro v zvezku 325 in Džohorjem  v današnji Maleziji v zvezku 325.

## Sklica
1. ↑  Wilkinson (2012), str. ;790–791.
2. ↑  Smith, Richard J. (2015). The Qing Dynasty and Traditional Chinese Culture. Rowman & Littlefield. str. 216. ISBN 978-1442221949.

## Vira
- "The Ming History (Mingshi)," Section 9 Edward L. Farmer, Romeyn Taylor, Ann Waltner, Ming History An Introductory Guide To Research (Minneapolis, University of Minnesota, 1994), pp. 71–78.
- Wilkinson, Endymion (2012). Chinese History: A New Manual. Cambridge, MA: Harvard University Asia Center. ISBN 9780674067158.